# Imperivm Civitas
Imperivm Civitas és un videojoc creat per FX Interactive. Aquest joc prové de la saga Imperivm, i la novetat principal amb la que compta és la possibilitat de poder construir.
Imperivm Civitas s'endinsa en els aspectes de la construcció i el govern, que són el símbol de l'enginy i el poder de Roma. Una nova forma de jugar a Imperivm que et repta a ésser el millor governant.

## Informació bàsica del joc
L'objectiu del joc és bàsicament construir edificis que puguin fer desenvolupar una gran ciutat. I cal tenir en compte sobretot:
- Recursos mínims: es basen principalment en el material de construcció i manteniment (fusta, maons, pedra, marbre i or), els aliments (depenent de la classe social: farina, carn, pa, embotits, vi i aigua), necessitats mínimes (depenent també de la classe social: roba, altars, temples, termes, mercats, tavernes, teatres).
- Algunes estructures, com els temples, els altars, els teatres, les termes i el colosseu tenen una àrea d'influència que fa que els edificis que hi hagi al voltant creixin i evolucionin.
- La mà d'obra bàsica són els esclaus. Cal parar atenció si tenen massa feina, perquè poden emmalaltir i això fa endarrerir les obres. Per tal que els esclaus no es cansin cal comprar-ne al fòrum mitjançant or. Els recursos mínims que necessiten els esclaus són fonts, carn i farina.
- Els ciutadans són el motor industrial de la ciutat, són els que extrauen el material de construcció, els aliments, fan la roba i ofereixen els serveis mínims, com assistir la població als temples, guarir els malalts, vigilar la ciutat, vendre els productes... Cal que estiguin satisfets, perquè sinó poden rebel·lar-se. També cal parar atenció que puguin accedir a la feina fàcilment i que hi hagi edificis propers a on viuen per tal de satisfer llurs necessitats. També és important que hi hagi ancians i nens a les cases, els ancians fan augmentar la productivitat i els nens asseguren la continuïtat del lloc de treball fins que algun dels treballadors aduls mori.
- Alguns temples i el colosseu donen noves possibilitats productives (per exemple, el temple de Fortuna ajuda a crear or automàticament, el temple d'Hefest rebaixa les despeses de les construccions i el colosseu rebaixa temporalment el descontentament social).

## Requisits mínims
- Windows 98/Me/XP
- Pentium IV 1,8 GHz
- 512 Mb de memòria RAM
- 1,35 Gb de disc dur
- Targeta gràfica 64 Mb
- Lector de DVD-ROM
- Targeta de so.